# パワーズ (お笑いコンビ)
パワーズは、かつてプロダクション人力舎で活動していたお笑いコンビ。当初は第一プロダクションに所属。1982年結成。1991年解散。

## メンバー
- 須間 一也 （すま かずや、本名：酒井 一光、1965年4月15日 - ）

東京都出身。
- 火野 玉男 （ひの たまお、本名：堀部 圭亮、1966年3月25日 - ）

東京都出身。小田のコンビ脱退により1986年に加入。

### 元メンバー
- 小田 進也 （おだ しんや、本名：小田原 浩樹）

大阪府枚方市出身。1986年にコンビ解消を願い出て脱退。現在は大阪を中心に司会業。また大阪市内にてものまねショーパブ「ものまねアラジン」を経営。ものまねタレントの育成・プロデュース活動をしている。

## 略歴
- 1982年7月 - 須間一也と小田進也により結成。
- 1986年 - 小田に代わり火野玉男が加入。
- 1991年11月 - 解散。

## 出演作品
- ザ・テレビ演芸（テレビ朝日）- 10週勝ち抜きを達成。
- オールナイトフジ（フジテレビ）
- 夕やけニャンニャン（フジテレビ）
- ものまね王座決定戦（フジテレビ）
- 冗談画報（フジテレビ、1986年3月3日）
- 花王名人劇場（フジテレビ、1986年3月16日、同年5月25日、1987年3月29日）
- 欽きらリン530!!（日本テレビ） - 須間・火野時代最初のレギュラー出演番
- 桃色学園都市宣言!!（火曜日・合羽坂学園、1987年10月 - 1988年3月）（フジテレビ）
- ビギニング!!チャチャ（日本テレビ）
- CHA-CHAワールド （日本テレビ）
- 笑うと泣くぞ…ダハ! （日本テレビ）

## ディスコグラフィー
- 領収書（1989年、東芝EMI）
  - 1999年にLe・シート（レシート）が「領収書 '99」として歌詞を変えてカバー[1]

## 参考
- 須間一也 オフィシャルウェブサイト
- 須間一也ブログ「空飛ぶコント職人」
- 須間一也 (@SumatchMen) - X（旧Twitter）
- 堀部圭亮 (@keisukehoribe) - X（旧Twitter）
- 元パワーズ 小田進也のブログ
- 小田進也